# Ярымово
Яры́мово — село в Павловском районе Нижегородской области. Входит в состав Калининского сельсовета.

## География
Расположена в лесной местности на северо-востоке Мещерской низменности на первой надпойменной террасе реки Оки, у реки Валгма, при региональной автодороге 22К-0036 К северу находится Лёвино озеро.

## Население
| 2002 | 2010 |
| ---- | ---- |
| 870  | ↘855 |

## Инфраструктура
Личное подсобное хозяйство с зоной сельскохозяйственного использования, индивидуальная застройка усадебного типа.
Основа экономики — сельское хозяйство.
Культурно-спортивный центр села Ярымово

## Транспорт
Остановки общественного транспорта «Ярымово», "Поворот на Ярымово". 